# Vergleich der eingebetteten Computersysteme der Mars-Rover
Die eingebetteten Computersysteme an Bord der Mars-Rover, die von der NASA gestartet wurden, müssen hohe Strahlungswerte und starke Temperaturschwankungen überstehen. Aus diesem Grund sind deren Computerressourcen im Vergleich zu gewöhnlichen Computersystemen auf der Erde limitiert.

## Überblick
Die direkte Teleoperation eines Mars-Rovers ist nicht praktikabel, da der Hin- und Rückweg der Funksignale zwischen Erde und Mars 8 bis 42 Minuten benötigt und das Deep Space Network nur ein paar Mal im Laufe eines Mars-Tages (Sol) verfügbar ist. Daher trägt ein Rover-Command-Team alle Befehle in eine Kommandodatei ein und sendet diese an den Rover. Der Rover erhält somit alle auszuführenden Befehle zusammen und beginnt dann selbständig einen Befehl nach dem anderen abzuarbeiten.
Darüber hinaus benutzt ein Rover autonome Software, um Entscheidungen auf Basis von Messwerten der Sensoren zu treffen. Für jedes Paar von stereoskopischen Bildern konnte Sojourner Rover (Pathfinder) 20 3D-Punkte generieren, während der MER bereits 15.000 bis 40.000 3D-Punkte generieren konnte. Ein langfristiger Trend im Mars-Rover Computing ist somit eine größere Instrumentenautonomie. Autonomie bedeutet, dass das Instrument über seine eigene CPU und ein eigenes Betriebssystem (RTOS) verfügt. Im Endeffekt kann das Instrument selbständig operieren, ohne die CPU des Rovers zu stark zu belasten. Das Mars Science Laboratory besitzt Kameras mit größerer Autonomie als einige der anderen Instrumente.

## Vergleichsdaten
| Rover (Mission, Organization, Jahr)                                   | CPU                                | RAM    | Festspeicher (Flash, SSD, HDD) | Betriebssystem          | Prozessorzeit verfügbar für autonome Software |
| --------------------------------------------------------------------- | ---------------------------------- | ------ | ------------------------------ | ----------------------- | --------------------------------------------- |
| Sojourner Rover (Pathfinder, NASA, 1997)                              | 2 MHz Intel 80C85                  | 512 KB | 176 KB                         | Custom Cyclic Executive | aktuell nicht verfügbar                       |
| Pathfinder Lander (NASA, 1997) (Basisstation für den Sojourner rover) | 20 MHz MFC (IBM RAD6000 Precursor) | 128 MB | 6 MB (EEPROM)                  | VxWorks (Multitasking)  | weniger als 75 %                              |
| Spirit und Opportunity (Mars Exploration Rover (MER), NASA, 2004)     | 20 MHz IBM RAD6000                 | 128 MB | 256 MB                         | VxWorks (Multitasking)  | weniger als 75 %                              |
| Curiosity (Mars Science Laboratory (MSL), NASA, 2011)                 | 200 MHz IBM RAD750                 | 256 MB | 2 GB                           | VxWorks (Multitasking)  | weniger als 75 %                              |
| Perseverance (Mars 2020 Rover (M20), NASA, 2020)                      | 200 MHz IBM RAD750                 | 256 MB | 2 GB                           | VxWorks (Multitasking)  | weniger als 75 %                              |